# Australian Open 2012 - Quad singolare
David Wagner era il detentore del titolo, ma ha perso in finale contro Peter Norfolk per 4–6, 6–4, 6–2.

## Teste di serie
1. David Wagner (finale)
2. Peter Norfolk (campione)

## Tabellone

### Legenda
| - Q = Qualificato - WC = Wild card - LL = Lucky loser | - ALT = Alternate - SE = Special Exempt - PR = Protected Ranking | - w/o = Walkover - r = Ritirato - d = Squalificato |

### Finale
|  | Finale |               |   |   |   |  |
|  |        |               |   |   |   |  |
|  | 1      | David Wagner  | 6 | 4 | 2 |  |
|  | 2      | Peter Norfolk | 4 | 6 | 6 |  |

### Round Robin
|    |                  | Wagner      | Gershony | Lapthorne   | Norfolk     | RR V–P | Set V–P | Game V–P | Classifica |
| 1  | David Wagner     |             | 5–7, 3–6 | 6–0, 7–6(5) | 6–4, 6–3    | 2–1    | 4–2     | 34–26    | 1          |
|    | Noam Gershony    | 7–5, 6–3    |          | 7–5, 6–1    | 3–6, 0–6    | 2–1    | 4–2     | 29–26    | 3          |
| WC | Andrew Lapthorne | 0–6, 6(5)–7 | 5–7, 1–6 |             | 4–6, 6(6)–7 | 0–3    | 0–6     | 22–29    | 4          |
| 2  | Peter Norfolk    | 4–6, 3–6    | 6–3, 6–0 | 6–4, 7–6(6) |             | 2–1    | 4–2     | 32–25    | 2          |

La classifica viene stilata in base ai seguenti criteri: 1) Numero di vittorie; 2) Numero di partite giocate; 3) Scontri diretti (in caso di due giocatori pari merito); 4) Percentuale di set vinti o di games vinti (in caso di tre giocatori pari merito); 5) Decisione della commissione.